# Microxestoleberis triangulata
Microxestoleberis triangulata är en kräftdjursart som beskrevs av Swanson 1980. Microxestoleberis triangulata ingår i släktet Microxestoleberis och familjen Xestoleberididae. Inga underarter finns listade i Catalogue of Life.